# Nyírpazony
Nyírpazony is een plaats (község) en gemeente in het Hongaarse comitaat Szabolcs-Szatmár-Bereg. Nyírpazony telt 3230 inwoners (2001).